# Phoenix-Kupferhütte

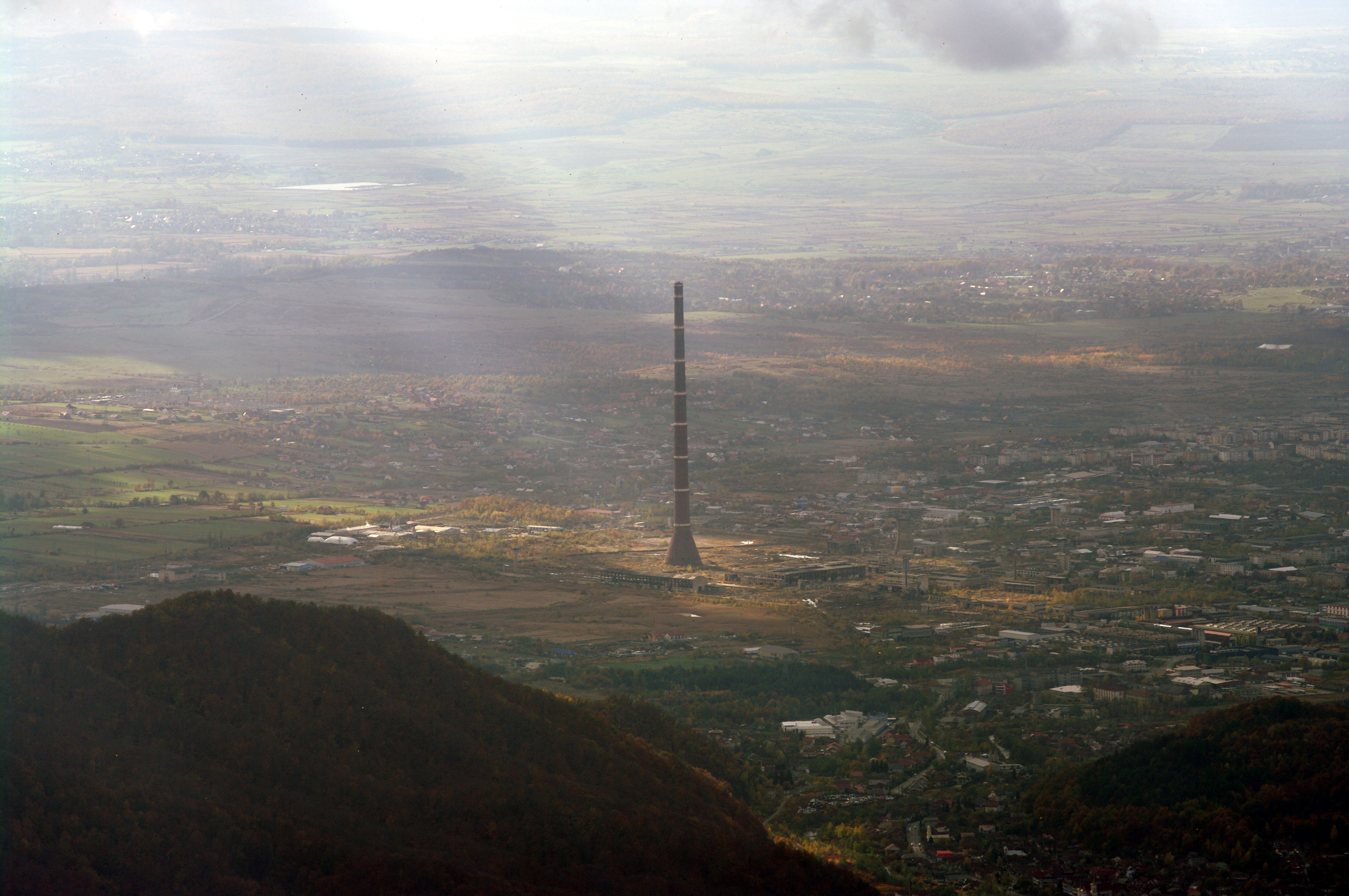
Das aufgegebene Gelände aus der Entfernung

Die Phoenix-Kupferhütte war eine Anlage zur Verhüttung sulfidischer Kupfererze in Baia Mare (Frauenbach) im Kreis Maramureș in Rumänien. Zu ihr gehörte auch eine Schwefelsäurefabrik.

## Lage
Im Osten der Kreishauptstadt Baia Mare, einem Industriegebiet der Stadt, befindet sich das Areal der ehemaligen Kupferhütte unweit der Nationalstraßen DN18 und der DN18B.

## Geschichte
Die Anfang des 20. Jahrhunderts von Oscar und Arthur Weiser gegründete Fabrik, zur Erstellung von Schwefelsäure und anderen chemischen Erzeugnissen, entwickelte sich um 1925 zum Kombinat, was zu einer Industrialisierung Baia Mares führte, sodass auch die Bevölkerungsanzahl nach dem Zweiten Weltkrieg von etwa 25.000 auf etwa 150.000 im Jahr 1990 anstieg. Die Höchstleistung des Kombinats war die Produktion von etwa 40.000 Tonnen Kupfer, 120 Tonnen Silber und 12 Tonnen Gold im Jahr. Nach der Revolution von 1989 wurde das Kombinat von ausländischen Investoren übernommen. 2003 wurde das Kombinat von zwei rumänischen Bänkern übernommen und in Coprom Baia Mare umbenannt. 2009 mussten die neuen Besitzer Insolvenz anmelden, so dass auch die letzten 190 Angestellten entlassen wurden.
Das Wahrzeichen der einstigen Kupferhütte und der Stadt Baia Mare ist der 351,5 Meter hohe Schornstein, der zugleich das höchste Bauwerk in Rumänien und der dritthöchste Schornstein Europas ist. Das Bauwerk wurde 1995 nach etwa dreijähriger Bauzeit zu einem Gesamtpreis von damals etwa 11 Mio. US-Dollar errichtet. Am Fuß hat der Schornstein einen Durchmesser von 20 Meter, während er sich zur Spitze auf neun Meter verjüngt. Er sollte die giftigen Gase des Kombinats von Baia Mare fernhalten, was sich aber auf die nähere Umgebung auswirkte. Um sich als Kulturhauptstadt Europas für 2021 zu bewerben, gab es seitens der Stadt Überlegungen, auf dem Gelände der ehemaligen Kupferhütte ein Erholungsgebiet zu errichten. Dieses Vorhaben ist allerdings Seitens der Stadt gescheitert und das Areal wurde an private Investoren veräußert. Im September 2021 war das Gelände eine trostlose Industriebrache.